# Piotr Bisping
Piotr Bisping (ur. 1777, zm. 10 lipca 1848 w Hołowczycach) – marszałek szlachty powiatu wołkowyskiego.
Od 1806 gospodarował w odziedziczonych Hołowczycach a także w Konnej, Kuziewiczach i Opicianowiczach. W 1805 r. obrany chorążym pow. wołkowyskiego. W 1817 r. mianowany wicemarszałkiem i sędzią granicznym. Marszałek szlachty powiatu wołkowyskiego (1820-1825). Był także dozorcą szkół powiatu wołkowyskiego. Pochowany w Strubnicy wraz z żoną.

## Rodzina
Pochodził z litewsko-polskiej linii Bispingów, syn Jana Tadeusza i Anny z Mikulskich, wnuk marszałka starodubowskiego Bolesława, brat pułkownika armii Księstwa Warszawskiego Adama Jego żoną była Józefa z Kickich, z którą miał syna Eugeniusza który zmarł po narodzeniu i cztery córki: Natalię Annę, późniejszą żonę Ludwika Kickiego, Walerię (1807–1859), Rozalię, późniejszą żonę Kazimierza Wessela, i Ludwikę, drugą żonę Teodora Mycielskiego.